# Rye whiskey
Il rye whiskey è una varietà di whiskey statunitense.

## Descrizione
La base del rye whiskey negli Stati Uniti d'America è costituita per legge per almeno il 51% da segale (in inglese rye appunto) con aggiunta di altri cereali, mentre in altri paesi, come ad esempio il Canada, il rye whiskey può essere prodotto senza impiego di segale.
Si presenta di colore biondo pallido con gradazione alcolica del 43%. Era particolarmente diffuso negli stati della Pennsylvania e Maryland, ma dopo il proibizionismo la sua produzione calò drasticamente diventando un prodotto di nicchia.
Attualmente viene presentato nella scena europea della miscelazione, o della degustazione, un prodotto alternativo al bourbon per attitudini e ricette differenti quindi attribuibili a gusti differenti dai distillati di solo grano o malto.
È l'ingrediente principale per la preparazione del cocktail Manhattan. Anche se originariamente l'ingrediente principale del cocktail fosse il Canadian whisky, la cui composizione non prevede l'uso della segale.
Si presta a un invecchiamento molto modesto in fusti nuovi e tostati internamente.

## Produttori
• Jack Daniel's
° Tennessee rye ( 70% di segale, filtrato ai carboni di acero, affinato in botti di rovere) alcol 45°
- Koval
  - White rye
  - Rye (80 proof)
- Anchor Distilling Company
  - Old Potrero
  - Old Potrero 18th Century (100% pasta di segale, i barili di quercia sono bruciati internamente)
  - Old Potrero Hotaling's
- Austin Nichols (marchio di proprietà della Pernod Ricard)
  - Wild Turkey
- Buffalo Trace
  - Sazerac 6 anni
  - Sazerac 18 anni
- Bulleit Bourbon
  - Bulleit Rye Whiskey
- Classic Cask
  - Classic Cask Kentucky Straight Rye Whiskey 21 anni
- Heaven Hill
  - Rittenhouse Rye 80 Alcohol proof
  - Rittenhouse Rye 100 Alcohol proof Bottled In Bond
  - Pikesville
  - Vintage 23 anni
  - Vintage 21 anni
- Jim Beam
  - Jim Beam Rye (etichetta gialla)
- Kentucky Bourbon Distillers, Ltd 
  - Red Hook Rye 23 anni (da non confondere con la rye beer prodotta dalla Redhook Ale Brewery )
- Michters American Whiskey Co.
  - Michters
  - Michters 10 anni
- Old Overholt
- Old Rip Van Winkle (attualmente distillato dalla Buffalo Trace)
  - Van Winkle Family Reserve Rye 13 anni
- Templeton Rye
- Tuthilltown Spirits 
  - Hudson Manhattan Rye
  - Government Warning Rye
- Whistle Pig
  - WhistlePig Straight Rye Whiskey 10 anni
- Wild Turkey Distilling Co.[2]
  - Wild Turkey 101 Rye
  - Wild Turkey Rare Breed Rye

- Wilderness Trail Distillery[3]
  - Kentucky Straight Rye Whiskey (etichetta verde)

### Rye whisky canadesi
- Alberta Premium (100% rye, 5 anni d'invecchiamento)
- Alberta Springs (100% rye, 10 anni d'invecchiamento)
- Alberta Premium Limited Edition (100% rye, 25 anni d'invecchiamento)
- Canadian 83
- Canadian Club
- Canadian Five Star
- Crown Royal
- Gibson's Finest
- Lot 40 Pot Still Single Canadian (NAS)
- Seagrams VO
- Walker's Special
- Wiser's Old Whisky